# 2-碘苯胺
2-碘苯胺是一种有机化合物，化学式为C6H6IN。它可由2-硝基碘苯在催化下被氢气或水合肼还原得到。它也可由2-氨基苯硼酸和碘化钠在通电（10 mA）条件下反应制得。它和苯乙炔在碘化亚铜、二氯双(三苯基膦)钯催化下于三乙胺中反应，可以得到2-苯乙炔基苯胺。